# La Rinconada, Querétaro Arteaga
La Rinconada är en ort i Mexiko.   Den ligger i kommunen Cadereyta de Montes och delstaten Querétaro Arteaga, i den centrala delen av landet, 160 km norr om huvudstaden Mexico City. La Rinconada ligger 2 281 meter över havet och antalet invånare är 203.
Terrängen runt La Rinconada är kuperad. Runt La Rinconada är det ganska glesbefolkat, med 38 invånare per kvadratkilometer. Närmaste större samhälle är Cadereyta de Montes, 11,3 km sydväst om La Rinconada. Trakten runt La Rinconada består i huvudsak av gräsmarker.